# Kuhländchen

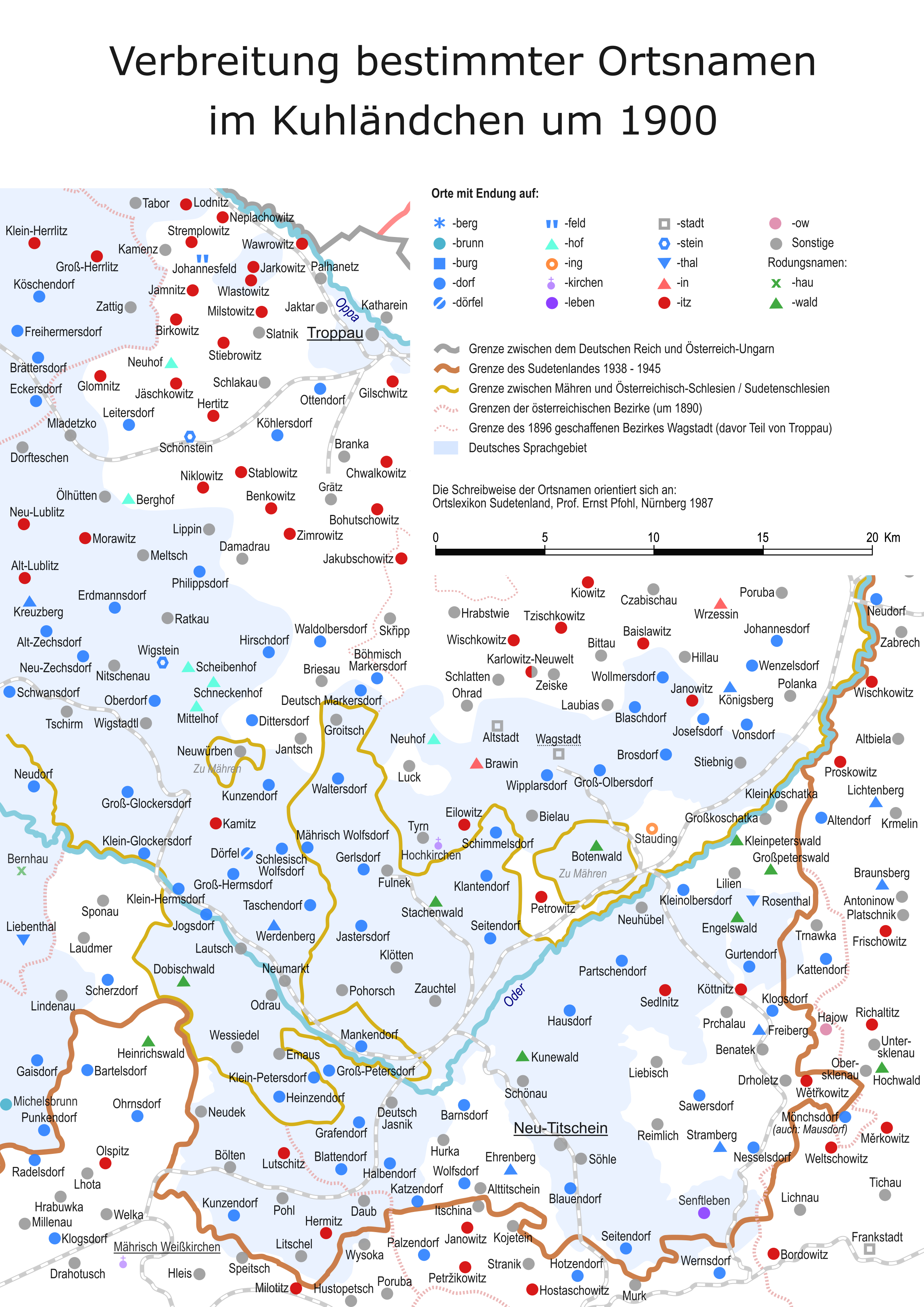
Die deutschen Ortsnamen im Kuhländchen und seinem Umland

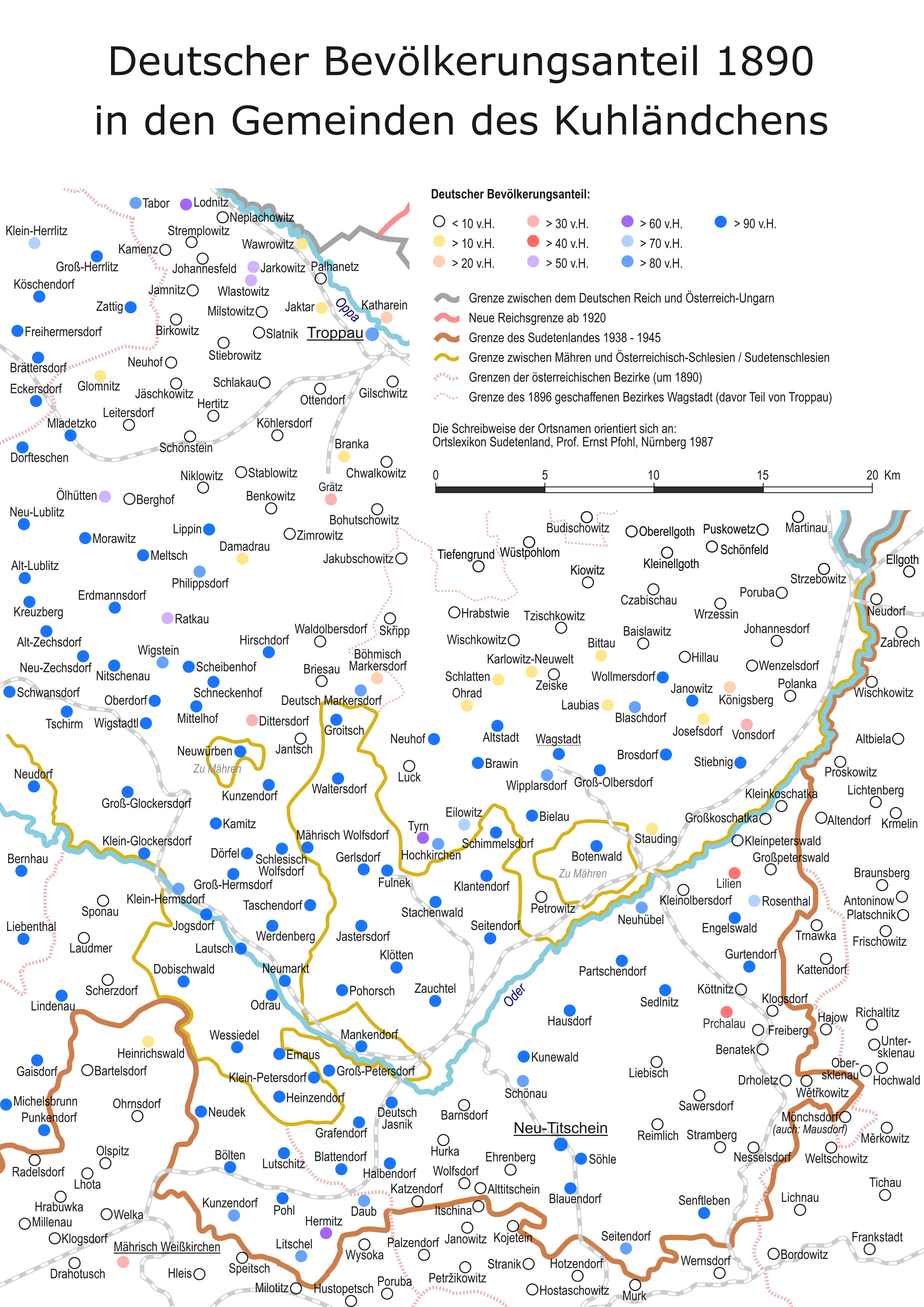
Deutscher Bevölkerungsanteil in den Gemeinden des Kuhländchens

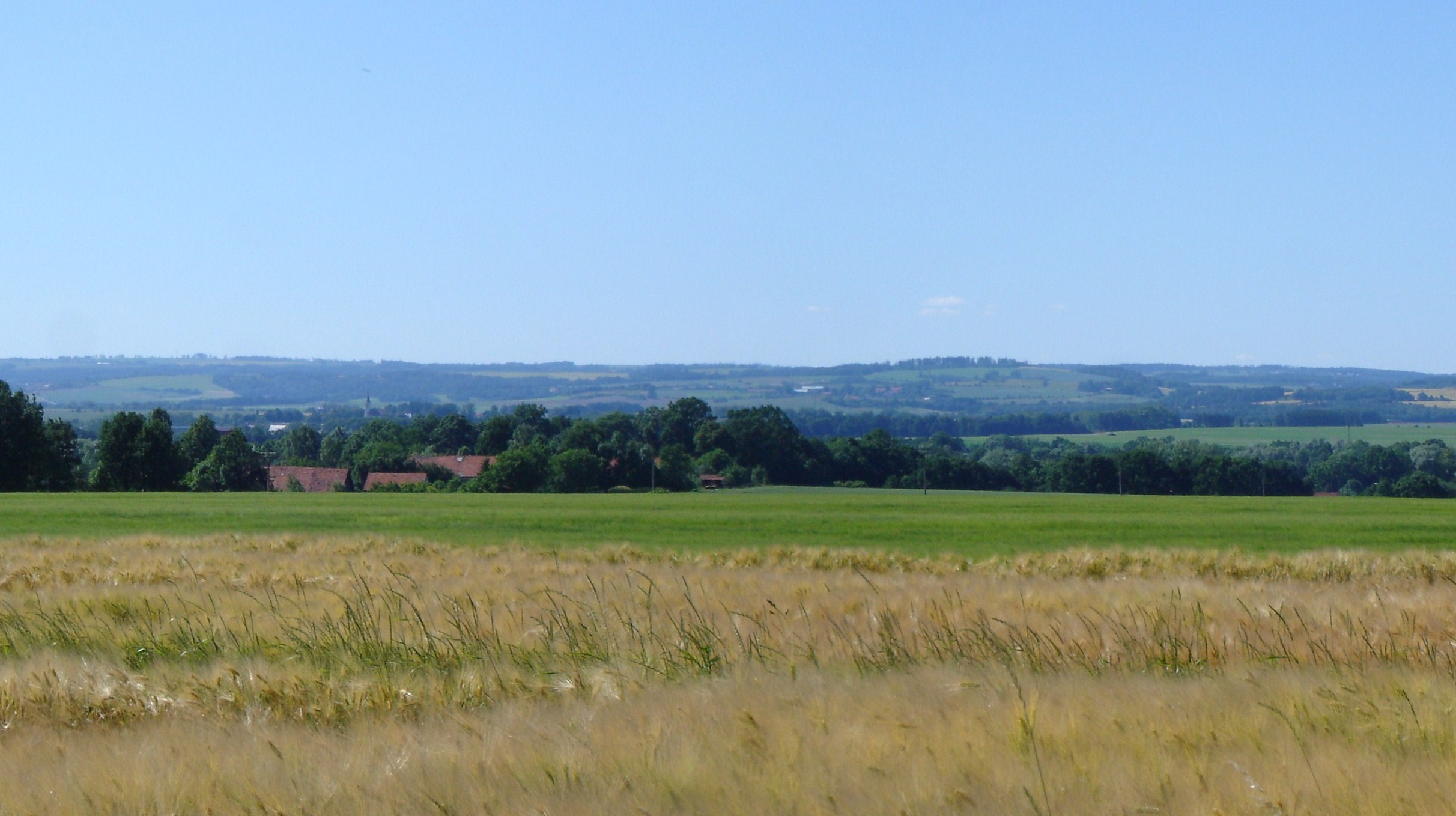
Kuhländchen: typische Landschaft in der Nähe von Neutitschein

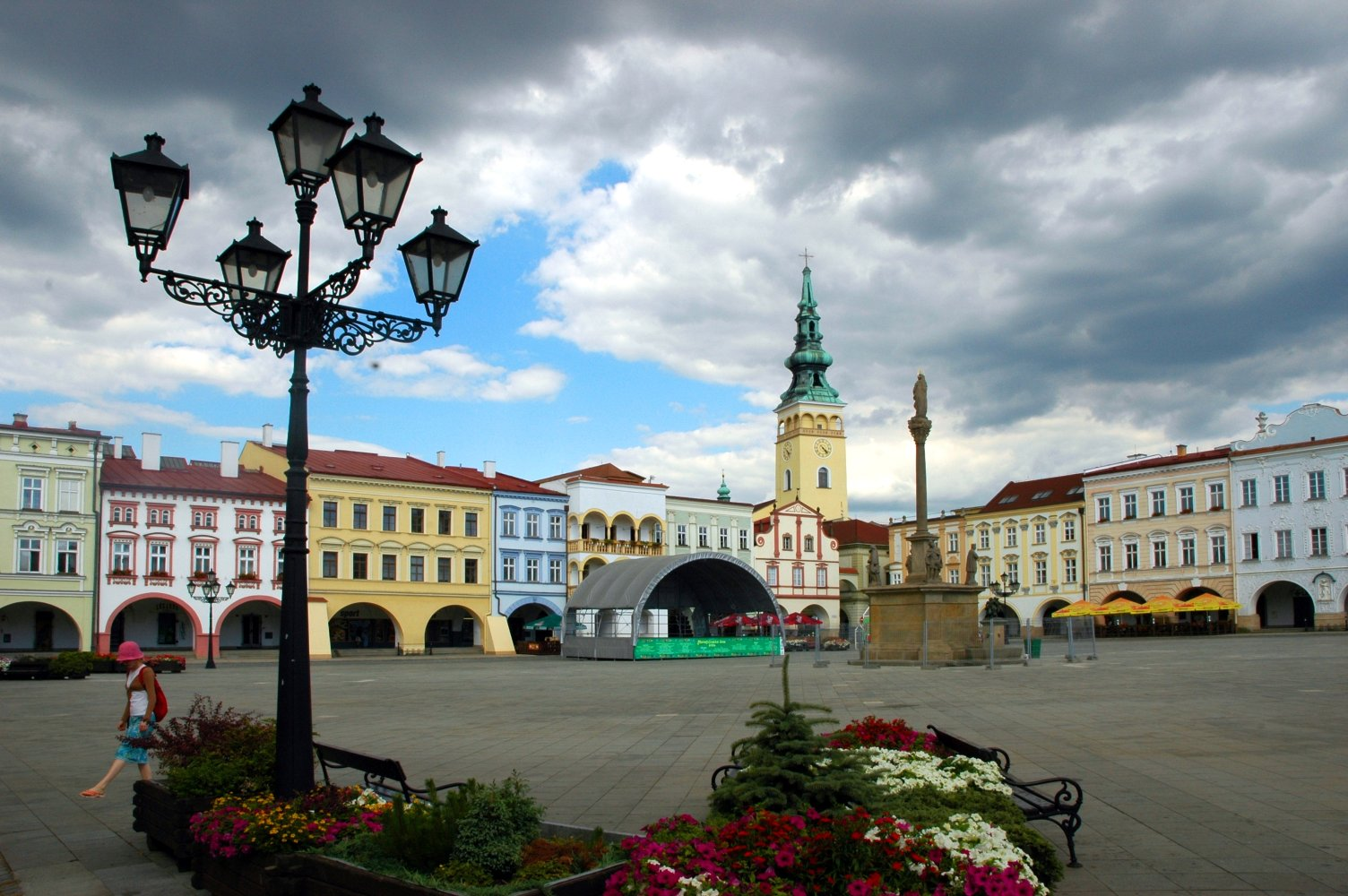
Historischer Hauptort Neutitschein

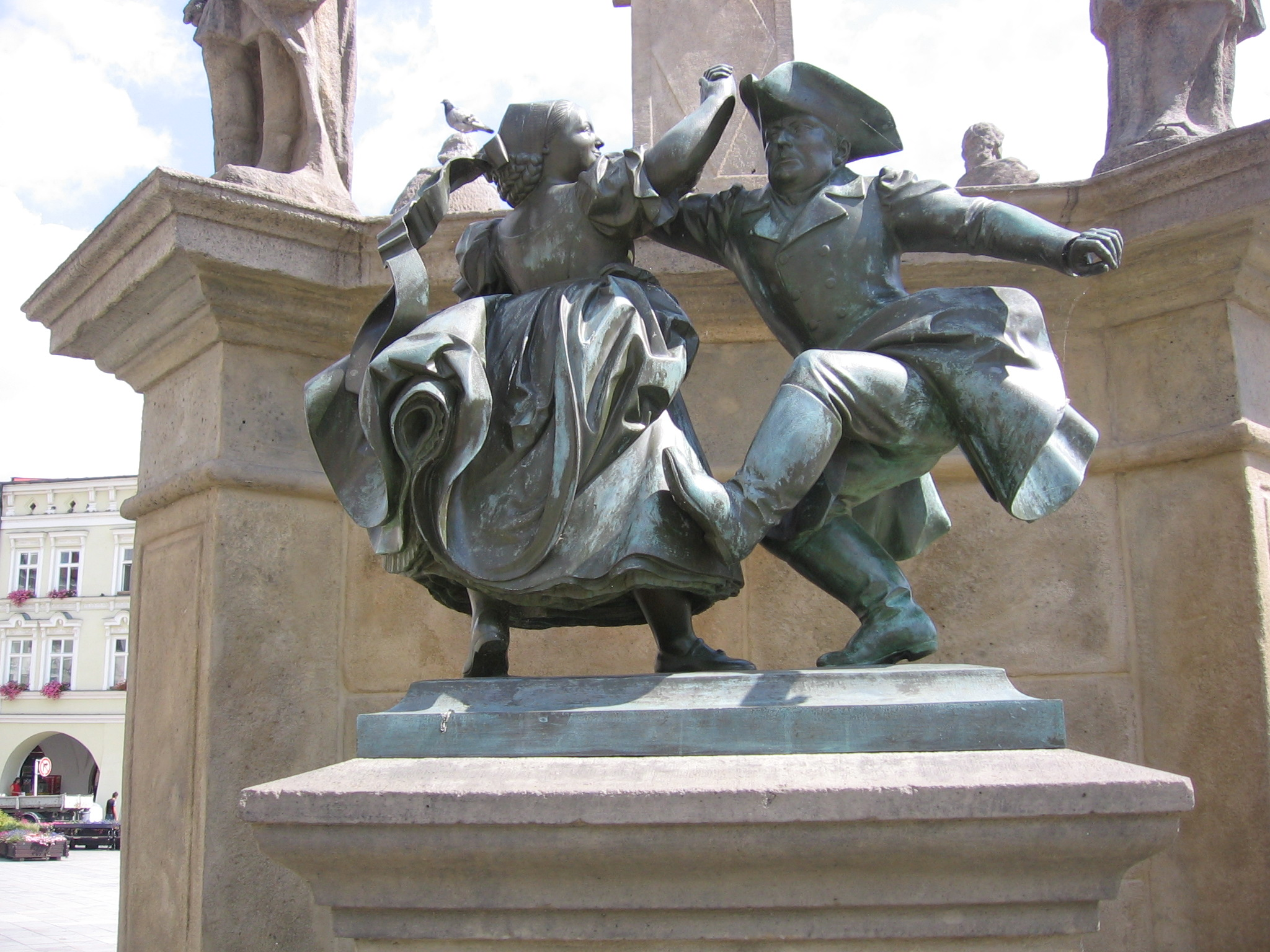
Kuhländler Bauernbrunnen am Stadtplatz von Neutitschein

Das Kuhländchen (tschechisch Kravařsko) ist eine historische Landschaft im Grenzbereich zwischen Mähren und dem früheren Österreichisch-Schlesien und zählt zu den sudetendeutschen Heimatlandschaften. Die tschechische Bezeichnung Kravařsko leitet sich vom Adelsgeschlecht Krawarn (Páni z Kravař) ab, die in der Gegend umfangreichen Besitz hatten. Der deutsche Name geht tatsächlich auf die Kuh zurück, denn die Rinderzucht war ein bedeutender Erwerbszweig in der Region. Auf der Weltausstellung im Jahre 1873 in Wien wurde die „Rasse des Kuhländler Rindes“ wegen ihrer hervorragenden Milchleistung prämiert.
Unverwechselbares Wahrzeichen und Symbol des Kuhländchens ist der Kuhländler Bauernbrunnen: Der von Franz Barwig dem Älteren geschaffene Brunnen, der ein tanzendes Bauernpaar zeigt, wurde 1929 in Neutitschein eingeweiht. Im Jahr 1968 wurde eine Kopie dieses Brunnens in Ludwigsburg, der Patenstadt des Kuhländchens, eingeweiht.

## Geografie
Der Begriff Kuhländchen bezeichnet eine Landschaft ohne feste geografische oder politische Begrenzungen. Es besteht aus einer fruchtbaren Ebene am Oberlauf der Oder zwischen der Bergkette der Beskiden im Süden, dem Odergebirge im Nordwesten, der Mährischen Pforte mit der Wasserscheide zwischen Ostsee und Schwarzem Meer im Westen und dem oberschlesischen Industrierevier um Mährisch Ostrau im Osten. Auch ethnografisch gibt es keine historischen Festlegungen, sodass es den Bewohnern freigestellt ist, ob sie sich dem Kuhländchen zugehörig fühlen.

## Geschichte
Bei dem Bau der Autobahn D47 wurden in den Jahren 2004 bis 2009 zahlreiche archäologische Funde geborgen, die auf eine Besiedlung der Landschaft von der Jungsteinzeit bis ins Mittelalter schließen lassen.
Unter Böhmen-König Ottokar I. (1197–1230) erfolgte im Zuge des Landesausbaus eine erste Ansiedlung von Bauern und Handwerkern aus Deutschland durch den Auftrag an den rheinischen Grafen Arnold von Hückeswagen, Grenzbefestigungen seines Reiches gegen Polen zu bauen. Während der Regierungszeit von König Wenzel I. (1205–1253) kam es durch den Mongoleneinfall im Jahr 1241 zu einem Rückschlag der Besiedlungsbemühungen. Eine zweite systematische Besiedlung erfolgte durch den Bischof Bruno von Schaumburg (1205–1281) unter König Ottokar II. (1232–1278).
Über 700 Jahre seit der Besiedelung des Ländchens unter Böhmen-König Ottokar II. änderte sich an den Dörfern und Städten nur noch wenig. Bis zur Aufhebung der Leibeigenschaft im Jahr 1848 sorgte der feudal verfasste Staat für eine dem Boden verhaftete bäuerliche Ordnung, die nur durch die doch häufig das Ländchen überflutenden Kriege, Seuchenzüge und Religionsverfolgungen etwas durcheinandergewirbelt wurde. Zurückgebliebene Soldaten, Glaubensflüchtlinge, Mägde und Knechte aus Nachbargebieten sowie wandernde Handwerksburschen und durchziehende Händler füllten die Bevölkerungsverluste nach einigen Jahren wieder auf den vorigen Stand auf. Mit der tschechischsprachigen Bevölkerung in Nachbarorten lebte man friedlich zusammen.
Odrau besaß ein Schloß, dessen Ursprung auf die deutschen Tempelherren des Jahres 1290 zurückgeht. In Fulnek wirkte von 1618 bis zu seiner Vertreibung aus Glaubensgründen im Jahr 1621 der bekannte Theologe und Pädagoge Jan Amos Comenius, dessen Sprach- und Lesebuch „Orbis Pictus“ (Gemalte Welt) bis 1850 in Deutschland und in anderen europäischen Staaten das am weitesten verbreitete Schulbuch war.
Noch um 1810 waren in den Sitten und Gebräuchen der Landesbewohner Reste des alten Stammes- und Familienrechts feststellbar. Mit der Aufhebung der Leibeigenschaft brach die neue Zeit mit allen Vor- und Nachteilen der damit verbundenen Freiheiten an: Schuldknechtschaft und Bankrotte durch unbedachte Kreditaufnahme, Staatsbankrott, Verarmung, Alkoholismus, Auswanderungswellen nach Amerika, Zuzug tschechischer Arbeitskräfte im Verlauf der Industrialisierung und deren politische Forderungen machte nach dem Ersten Weltkrieg die deutsche Bevölkerung in manchen Orten zu Fremden im eigenen Land. Ab 1919 setzte sich die neu gegründete Tschechoslowakische Republik eine konsequente „Entgermanisierung“ als Ziel ihrer Bevölkerungspolitik.
Das Kuhländchen hatte 1930 etwa 100.000 deutsche Einwohner. Hauptstadt war Neutitschein. Berühmte Persönlichkeiten wie Johann Gregor Mendel aus Heinzendorf und Sigmund Freud aus Freiberg in Mähren stammen aus dem Kuhländchen. Der überwiegende Teil der deutschsprachigen Bevölkerung des Kuhländchens und anderer Landesteile der Tschechoslowakei wurde nach dem Ende des Zweiten Weltkrieges aufgrund der Beneš-Dekrete enteignet und zwischen 1945 und 1947 vertrieben.
Die Patenschaft über das Kuhländchen hat 1962 die Stadt Ludwigsburg übernommen. Seit 2012 ist Ludwigsburg eine Partnerstadt von Neutitschein.

## Verkehrswege
Über die Mährische Pforte und das Kuhländchen verlaufen schon seit dem Altertum Handels- und Heerstraßen, die Mitteleuropa mit Osteuropa verbinden. Die hier verlaufende, damals als Kaiserstraße bezeichnete, Reichsstraße Wien-Krakau-Lemberg wurde 1782–1785 gebaut. Seit 1849 verläuft hier die Kaiser Ferdinands-Nordbahn, heute als 2-spurige Fernverbindung ausgebaut. Die Autobahn D47 als Teil der D1 ist seit 2012 fertiggestellt. Der Flughafen Ostrava auf der Gemarkung von Engelswald wird seit 1989 als Passagier- und Frachtflughafen genutzt.

## Wirtschaft
Neben der Landwirtschaft gab es im Kuhländchen auch einige bedeutende Unternehmen. Neutitschein mit seiner weltberühmten Hutindustrie (Hückel, Peschel, Böhm) wurde auch Stadt der Tuchmacher genannt. In Nesselsdorf sind auch heute noch die Tatra-Automobilwerke ansässig. Dort wirkte lange Jahre der Ingenieur Hans Ledwinka, der Ferdinand Porsche zum Entwurf des sogenannten „Volkswagens“ inspirierte. Die Stadt Fulnek beherbergte viele Handwerksbetriebe. Sie war der Einkaufsplatz für die umliegenden Dörfer. In Odrau hatte sich neben anderen Industriebetrieben vor allem die Gummifabrik Optimit (heute Semperflex-Optimit) angesiedelt. Nahe Odrau, in Jogsdorf, hatte der Industrielle Emil Teltschik 1881 eine Knopffabrik eingerichtet. Das Unternehmen hatte in mehreren Hauptstädten Europas und in Übersee seine Vertretungen. Es gehörte mit den Jogsdorfer Steinbrüchen zu den bedeutendsten im Kuhländchen. Wagstadt war bekannt durch die im vorigen Jahrhundert von den Brüdern Salcher gegründete „Math. Salcher & Söhne AG“, aus der das Markenzeichen „Massag“ entstand. Die Erzeugnisse von „Massag“, einer Knopf- und Metallwarenfabrik, waren weltweit gefragt.

## Persönlichkeiten
- Christian David (1692–1751), Missionar
- Joseph von Eichendorff (1788–1857), deutscher Lyriker und Schriftsteller der Romantik
- Carl Freiherr von Schwarz (1817–1898), österreichischer Bauunternehmer der Gründerzeit
- Gregor Johann Mendel (1822–1884), Priester sowie Begründer der modernen Vererbungslehre und Genetik
- Johann Loserth (1846–1936), mährisch-österreichischer Historiker
- Eduard von Böhm-Ermolli (1846–1941), österreichischer Feldmarschall
- Sigmund Freud (1856–1939), Arzt, Neurophysiologe, Tiefenpsychologe, Kulturtheoretiker und Religionskritiker
- Gustav Stratil-Sauer (1894–1975), Geograph, Forschungsreisender
- Franz Konwitschny (1901–1962), deutscher Dirigent
- Jan Brod (1912–1985), Nephrologe und Initiator des Manifest der 2000 Worte

## Sehenswürdigkeiten
- Burg Alttitschein, Burgruine aus dem 13. Jahrhundert auf dem Burgberg bei Alttitschein
- Burg Wigstein, Burgruine aus dem 13. Jahrhundert nahe Wigstadtl
- Burg Hochwald, Burgruine aus dem 13. Jahrhundert nahe Friedek-Mistek
- Burg Schauenstein, Burgruine aus dem 13. Jahrhundert nahe Nesselsdorf
- Burg Stramberg, Burgruine aus dem 14. Jahrhundert von Stramberg
- Schloss Brosdorf, Barockschloss von Brosdorf
- Schloss Deutsch Jaßnik, Barockschloss von Deutsch Jaßnik (Hotel)
- Schloss Fulnek, Barockschloss von Fulnek
- Schloss Kunewald, Barockschloss von Kunewald (Museum)
- Schloss Neuhübel, Barockschloss von Neuhübel bei Stauding (Museum)
- Schloss Partschendorf, Barockschloss von Partschendorf
- Neues Schloss Stauding, Barockschloss von Stauding (Museum)
- Altes Schloss Stauding, Renaissanceschloss von Stauding
- Schloss Wagstadt, Renaissanceschloss von Wagstadt (Museum)
- Schloss Löschna, Renaissanceschloss von Löschna
- Schloss Zierotin, Renaissanceschloss von Neutitschein mit Stadtmuseum